# Leo Fender
Clarence Leonidas Fender (Anaheim, 10 de agosto de 1909 - Fullerton, 21 de marzo de 1991) fue un inventor y lutier estadounidense que fundó la compañía de fabricación de instrumentos eléctricos Fender (o Fender Electric Instrument Manufacturing Company), hoy conocida como Fender Musical Instruments Corporation, y más tarde, la compañía G&L Musical Products (G&L Guitars). Sus guitarras eléctricas, bajos y amplificadores diseñados desde 1950 continúan dominando la música popular más de medio siglo después. Leo Fender y el guitarrista Les Paul son citados, frecuentemente, como las dos personas más influyentes en el desarrollo de los instrumentos eléctricos del siglo XX. Tradicionalmente se menciona que la marca Gibson, fabricante del modelo Les Paul, ha sido el más serio competidor de Fender en la fabricación de guitarras eléctricas, tratándose, en realidad, de diseños y filosofías de construcción muy diferentes, y con éxito alternante a lo largo de la historia.

## Biografía

### Primeros años
Clarence Leonidas Fender ("Leo") nació el 10 de agosto de 1909, hijo de Clarence Monte Fender y Harriet Elvira Wood, propietarios de un exitoso naranjal situado entre Anaheim y Fullerton, California, Estados Unidos.
A la edad de 8 años, Leo desarrolló un tumor en su ojo izquierdo, que derivó en la extirpación del ojo y su sustitución por un ojo de cristal, lo cual le hizo inelegible para el reclutamiento en la Segunda Guerra Mundial más tarde en la vida.
Cuando era joven tocaba el piano, y luego se pasó al saxofón. Sin embargo, su interés por el saxofón no duró mucho, ya que se centró cada vez más en la electrónica.
Desde una edad temprana, Fender mostró interés por los juegos electrónicos. Cuando tenía 13 años, su tío, que tenía un taller de electricidad para automóviles, le envió una caja llena de piezas de radio de coche desechadas, y una batería. Al año siguiente, Leo visitó la tienda de su tío en Santa María, California, y quedó fascinado por una radio que su tío había construido con piezas de recambio y que había colocado en la fachada de la tienda. Más tarde, Leo afirmó que la fuerte música que salía del altavoz de esa radio le causó una impresión duradera. Poco después, Leo comenzó a reparar radios en un pequeño taller en la casa de sus padres.
En la primavera de 1928, Fender se graduó en el Fullerton Union High School, y entró en el Fullerton Junior College ese otoño, como estudiante de contabilidad. Mientras estudiaba para ser contable, continuó enseñándose a sí mismo electrónica, y jugueteando con radios y otros artículos eléctricos, pero nunca tomó ningún tipo de curso de electrónica.
Después de la universidad, Fender aceptó un trabajo como repartidor en la empresa Consolidated Ice and Cold Storage Company de Anaheim, donde más tarde fue nombrado contable. Fue en esta época cuando un líder de una banda local se puso en contacto con él, preguntándole si podía construir un sistema de megafonía (PA) para que la banda lo utilizara en los bailes de Hollywood. Fender fue contratado para construir seis de estos sistemas de PA.
En 1933, Fender conoció a Esther Klosky, y se casaron en 1934. Por esa época, aceptó un trabajo como contable para el Departamento de Carreteras de California en San Luis Obispo. En un cambio de gobierno de la depresión, su trabajo fue eliminado, y entonces aceptó un empleo en el departamento de contabilidad de una empresa de neumáticos. Después de trabajar allí durante seis meses, Fender perdió su empleo junto con los demás contables de la empresa.

### Fender Radio Service
En 1938, con un préstamo de 600 dólares, Leo y Esther volvieron a Fullerton, y Leo abrió su propio taller de reparación de radios, "Fender Radio Service". Pronto, los músicos y los directores de bandas empezaron a acudir a él en busca de sistemas de megafonía, que él construía, alquilaba y vendía. También acudían a su tienda en busca de amplificación para las guitarras acústicas amplificadas que empezaban a aparecer en la escena musical del sur de California, en la música de big band y jazz, y para las guitarras eléctricas "hawaianas" o "lap steel" que se estaban haciendo populares en la música country.

### Las primeras construcciones de guitarras
Durante la Segunda Guerra Mundial, Fender conoció a Clayton Orr "Doc" Kauffman, un inventor e intérprete de lap steel que había trabajado para Rickenbacker, que había estado construyendo y vendiendo guitarras lap steel durante una década. Mientras trabajaba en Rickenbacker, Kauffman había inventado el cordal "Vibrola", un precursor del posterior cordal de vibrato. Fender le convenció de que debían asociarse, y fundaron la "K&F Manufacturing Corporation" para diseñar y construir guitarras hawaianas amplificadas y amplificadores. En 1944, Fender y Kauffman patentaron una guitarra lap steel con una pastilla eléctrica ya patentada por Fender. En 1945, comenzaron a vender la guitarra en un kit con un amplificador diseñado por K&F. En 1946, Doc se retiró de K&F y Fender revisó la empresa y la rebautizó como "Fender Manufacturing", y posteriormente como "Fender Electric Instrument Co." a finales de 1947 y cedió las riendas de su tienda de radio a Dale Hyatt.

### Desarrollo de la guitarra eléctrica: Esquire/Broadcaster/Telecaster
A medida que las Big Band se fueron poniendo de moda hacia el final de la Segunda Guerra Mundial, se formaron por todo Estados Unidos pequeños combos que tocaban boogie-woogie, rhythm and blues, western swing y honky-tonk. Muchos de estos grupos adoptaron la guitarra eléctrica porque podía dar a unos pocos músicos la potencia de toda una sección de vientos. Las guitarras equipadas con pastillas eran las preferidas en las bandas de baile de finales de los años 40, pero la creciente popularidad de los bares de carretera y los salones de baile creó una necesidad cada vez mayor de instrumentos más ruidosos, baratos y duraderos. Los músicos también necesitaban cuellos más "rápidos" y una mejor entonación para tocar lo que los músicos de country llamaban "take-off lead guitar". A finales de la década de 1940, las guitarras eléctricas de cuerpo sólido empezaron a aumentar su popularidad, aunque todavía se consideraban artículos novedosos, siendo la Rickenbacker Spanish Electro, la guitarra de cuerpo sólido más comercializada, y la "Log" casera de Les Paul y la guitarra Bigsby Travis, fabricada por Paul Bigsby para Merle Travis, los primeros ejemplos más visibles.
Fender reconoció el potencial de una guitarra eléctrica que fuera fácil de sostener, afinar y tocar, y que no se retroalimentara a volúmenes de salón de baile como lo haría la típica archtop. En 1948, terminó el prototipo de una guitarra eléctrica delgada de cuerpo sólido; fue lanzada por primera vez en 1950 como la Fender Esquire (con un cuerpo sólido y una pastilla), y rebautizada primero como Broadcaster y luego como Telecaster (con dos pastillas) el año siguiente. La Telecaster, originalmente equipada con dos pastillas de bobina simple y muy utilizada entre los músicos de country y western, se convirtió en una de las guitarras eléctricas más populares de la historia.

### Stratocaster
En lugar de actualizar la Telecaster, Fender decidió, basándose en los comentarios de los clientes, dejar la Telecaster como estaba y diseñar una nueva guitarra de cuerpo sólido de alto nivel para venderla junto a la Telecaster básica. El guitarrista de western swing Bill Carson fue uno de los principales críticos de la Telecaster, afirmando que el nuevo diseño debería tener selletas de puente ajustables individualmente, cuatro o cinco pastillas, una unidad de vibrato que pudiera usarse en cualquier dirección y volver a la afinación adecuada, y un cuerpo contorneado para mejorar la comodidad frente a los bordes ásperos de la Telecaster de cuerpo plano. Fender, con la ayuda del dibujante Freddie Tavares, comenzó a diseñar la Stratocaster a finales de 1953. Incluía un mástil más redondo, menos "parecido a un palo" (al menos durante el primer año de emisión) y un doble cutaway para llegar más fácilmente a los registros superiores.
Otra novedad en el diseño de la Stratocaster era el uso de tres pastillas conectadas para ofrecer tres sonidos diferentes, dos de los cuales podían ser adaptados por el músico ajustando los dos controles de tono. Fue la primera guitarra eléctrica del mercado en ofrecer tres pastillas y un brazo de trémolo (que en realidad se utilizaba para el vibrato, no para el trémolo), que llegó a ser muy utilizado por los guitarristas. Las tres pastillas podían seleccionarse mediante el interruptor estándar de tres vías para dar a la guitarra diferentes sonidos y opciones utilizando las pastillas del "mástil", del "medio" o del "puente". Aunque Leo Fender prefería el sonido de las pastillas simples, los guitarristas descubrieron que podían hacer que el interruptor se mantuviera entre las posiciones de retención y activar dos pastillas a la vez. El conmutador de cinco vías se implementó finalmente como opción de fábrica a finales de 1976, añadiendo las combinaciones de detente de mástil+medio o puente+medio que los músicos habían estado utilizando durante años.

## De 1950 a 1965: La edad de Oro
En 1950, junto a George Fullerton presenta su primer modelo, la Esquire.  Y después la Broadcaster, la primera guitarra eléctrica producida por la Fender Electric Instrument Manufacturing Company. Debido a un conflicto de marca con Gretsch, otra compañía fabricante de instrumentos, la Broadcaster se renombró como Telecaster.
Más tarde, le seguirían otros éxitos de diseño, entre los que destaca la Stratocaster, modelo ampliamente imitado desde su puesta en el mercado en 1954, o el Precision Bass, el primer bajo eléctrico comercialmente viable.
En 1965, Leo Fender vendió su compañía a la Columbia Broadcasting System (CBS).

## Music Man y G&L
En 1970, Leo Fender diseñó guitarras, bajos y amplificadores para la compañía Music Man. En 1979, en compañía de sus viejos amigos George Fullerton y Dale Hyatt, fundó una nueva empresa llamada G&L (de George & Leo, aunque durante un tiempo fue muy popular la creencia de que el acrónimo significaba ‘Guitars by Leo’) Musical Products. En los siguientes años, Fender continuó produciendo guitarras y bajos eléctricos, mejorando sus propios diseños de décadas atrás y registrando nuevas patentes en diseños innovadores de pastillas magnéticas, sistemas de vibrato, construcción de mástiles, etc.
Murió en 1991 por complicaciones con la enfermedad de Parkinson.